# Martita Hunt
Martita Hunt (Buenos Aires, 30 de janeiro de 1899 – Londres, 13 de junho de 1969) foi uma atriz de teatro e cinema britânica. Ela é mais lembrada por sua atuação no filme Grandes Esperanças (1946), de David Lean. Era tia do ator Gareth Hunt.

## Filmografia parcial
- Love on Wheels (1932)
- Friday the Thirteenth (1933)
- I Was a Spy (1933)
- Man of the Moment (1935)
- The Man in Grey (1943)
- Welcome, Mr. Washington (1944)
- The Wicked Lady (1945)
- Great Expectations (1946)
- Mr. Topaze (1961)
- Song Without End (1960)
- The Wonderful World of the Brothers Grimm (1962)
- Becket (1964)
- The Unsinkable Molly Brown (1964)
- Bunny Lake Is Missing (1965)
- The Best House in London (1969)

## Pesquisas
- Who Was Who in the Theatre, 1912–1976, 2 (1978), pp. 1241–2
- W. Rigdon, The Biographical Encyclopedia (1966), p. 556
- D. Quinlan, The Illustrated Directory of Film Character Actors (1985), p. 152
- S. D'Amico, ed., Enciclopedia dello spettacolo, 11 vols. (Rome, 1954–68)
- P. Hartnoll, ed., The Concise Oxford Companion to the Theatre (1972), p. 259
- The Times (14 June 1969), pp. 1, 10
- J. Willis, ed., Theatre World, 26 (1970), pp. 268–9
- F. Gaye, ed., Who's Who in the Theatre, 14th edn (1967), pp. 769–70
- E. M. Truitt, Who Was Who on Screen, 3rd edn (1983), 360
- The Guardian (14 June 1969), p. 5
- R. May, A Companion to the Theatre (1973), p. 110
- J.-L. Passek, ed., Dictionnaire du cinéma (1991), p. 334